# Jakoruda
Jakoruda (bulgariska: Якоруда) är en ort i Bulgarien.   Den ligger i kommunen Obsjtina Jakoruda och regionen Blagoevgrad, i den sydvästra delen av landet, 80 km söder om huvudstaden Sofia. Jakoruda ligger 1 028 meter över havet och antalet invånare är 6 008.
Terrängen runt Jakoruda är huvudsakligen kuperad, men åt nordväst är den bergig. Jakoruda ligger nere i en dal. Jakoruda är det största samhället i trakten. 
I omgivningarna runt Jakoruda växer i huvudsak barrskog. Runt Jakoruda är det ganska glesbefolkat, med 36 invånare per kvadratkilometer.